# Le Marché Végétarien
Le Marché Végétarien est une chaîne de magasins spécialisés dans la vente de produits alimentaires. Les sept succursales se situent en Estrie et au Centre-du-Québec. Avec environ 350 employés dont 200 en Estrie, l'entreprise est l'un des principaux employeurs de la région.